# Volzum
Volzum [fɔl.t͡sʊm] ist ein Ortsteil der Gemeinde Sickte im Landkreis Wolfenbüttel (Niedersachsen).

## Geografie
Volzum liegt im hügeligen Vorland des Elms. Das Dorf liegt an der Südflanke einer kleinen Senke, die sich von Lucklum nach Salzdahlum zieht. Volzum wird im Südosten vom Osterberg und im Südwesten vom Schneckenberg eingerahmt.
Die Nachbarorte von Volzum sind im Norden Neuerkerode, im Süden Dettum, im Osten Hachum, Gilzum, Lucklum, Erkerode und Evessen, im Westen Apelnstedt und im Nordwesten Sickte. Von Braunschweig ist der Ort etwa 16 km entfernt.

## Name
Volzum wird in alten Urkunden des Öfteren erwähnt, angefangen bei Volkessem (1153) über Volxhem (1192), Volcsem (1226), Volzin (1251), Volzem (1265), Voltsem (1294) bis Volzum (seit Ende der Reformationszeit). Der Name des Dorfes geht auf das althochdeutsche Wort fole zurück, was Volk heißt. In einer anderen Deutung geht man davon aus, dass es sich um ein Heim eines Folki oder Volki gehandelt habe.
Die Endung „-um“ bedeutet so viel wie „-heim“.

## Geschichte
Volzum wurde erstmals 1153 urkundlich erwähnt. Der Kirchenbau stammt aus der Romanik. Im Dreißigjährigen Krieg waren die Bauern nicht mehr in der Lage Abgaben zu entrichten, deshalb plünderten im Jahr 1646 Soldaten das Dorf und den Kirchenschatz.
Im 18. Jahrhundert gab es im Dorf ein Pfarrwitwenhaus, 3 Ackerhöfe, 7 Halbspännerhof und 8 Kothöfe; insgesamt 18 Feuerstellen mit 101 Einwohnern.
Nach dem Zweiten Weltkrieg nahm der Ort zahlreiche geflüchtete und evakuierte Personen auf, dabei verdoppelte sich die Einwohnerzahl auf etwa 400. Da Flüchtlinge wegzogen, verringerte sich diese Zahl bis in die Mitte der 1990er Jahre auf 290 Personen. Die Einwohnerzahl stieg durch die Ausweisung von Baugebieten im Westen und Osten des Ortes in den 1990er Jahren wieder bis 2016 auf etwas über 400 Personen an.
Am 1. März 1974 wurde Volzum in die neue Gemeinde Sickte eingegliedert.
Seit 2001 besitzt der Ort ein Dorfhaus, das den Treffpunkt der Ortsvereine und -gruppen bildet. Das Dorfhaus ergänzte damit das Vereinsheim des TSV Volzum.
Der Sportverein TSV Volzum löste sich 2018 auf. Nach zwei Jahren Leerstand wurde das Vereinsheim mit Hilfe einer Förderung aus dem Zukunftsfonds Asse und einer Förderung aus EU-Mitteln (KLARA 2023–2027) zu einem Coworkspace umgebaut. Der Coworkspace Heimvorteil, das Dorfhaus und der ehemalige Sportplatz bilden die neue Dorfmitte für Volzum ab.

## Wappen
| | Blasonierung: „In Blau ein goldener Sparren begleitet durch drei goldene Flügel (2:1).“ |
| Wappenbegründung: Im Ortsnamen, 1153 als „Volkessem“ erstmals erwähnt, ist die Silbe „Heim“ enthalten (Volko´s Heim, Volksheim), was durch den Sparren als stilisiertes Dach versinnbildlicht wird. Die drei Flügel waren das Wappenbild des zwischen 1251 und 1369 auftretenden halberstädtischen und welfischen Dienstmannengeschlechts von Volzum (Siegel des Henning de Volksem von 1344 im Staatsarchiv Wolfenbüttel). Die Wappenfarben Blau-Gold erinnern als braunschweigische Landesfarben an die lange Zugehörigkeit zum Land Braunschweig. Das Wappen wurde von Arnold Rabbow gestaltet und von einer Bürgerversammlung am 21. September 1987 einstimmig angenommen. |                                                                                         |

## Bekannte Personen
- Erich Wilke (1879–1936), Karikaturist
- Hermann Wilke (1876–1950), Karikaturist
- Rudolf Wilke (1873–1908), Karikaturist